# Old Trafford
Old Trafford este un stadion de fotbal din Old Trafford, Greater Manchester, Anglia. Este "casa" echipei de fotbal Manchester United.
Cu o capacitate de 74,994 de locuri, acesta este cel mai mare stadion de fotbal de club (și cel de-al doilea cel mai mare după stadionul Wembley) din Regatul Unit și al unsprezecelea cel mai mare din Europa. Este situat la aproximativ 800 de metri de la Old Trafford Cricket Ground și stația de tramvai adiacentă. Porecla "Theatre of Dreams" ("Teatrul viselor") i-a fost dată de Bobby Charlton. Old Trafford a fost locul de origine al lui United în 1910, deși între 1941 și 1949 clubul a împărțit Maine Road cu rivalii locali Manchester City ca rezultat al deteriorării de bombardamentele din al Doilea Război Mondial. Old Trafford a suferit o serie de expansiuni în anii 1990 și 2000, inclusiv adăugarea unor niveluri suplimentare la peluzele Nord, Vest și Est, aproape întorcând stadionul la capacitatea inițială de 80.000. Extinderea viitoare este probabil să implice adăugarea unui al doilea nivel la Standul de Sud, ceea ce ar ridica capacitatea de aproximativ 88.000. Participarea record a stadionului a fost înregistrată în 1939, când 76,962 spectatori au urmărit semifinala Cupei FA între Wolverhampton Wanderers și Grimsby Town.
Old Trafford a găzduit semifinalele Cupei FA, meciurile Angliei, meciurile la Cupa Mondială din 1966 și Euro 96 și Finala Ligii Campionilor din 2003, precum și Liga Superioară a Ligii Rugby, finala celor două Cupe Mondiale de Rugby League. De asemenea, a găzduit meciuri de fotbal la Jocurile Olimpice de Vară 2012, inclusiv pentru fotbalul internațional pentru femei pentru prima dată în istoria sa.

## Istorie

### Construcția și primii ani

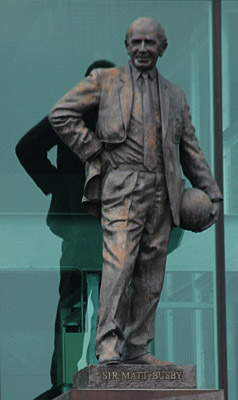
Statuia lui Sir Matt Busby, cu vedere la peluza Est

Înainte de 1902, Manchester United era cunoscut ca Newton Heath, timp în care și-au jucat pentru prima dată meciurile de fotbal de la North Road și apoi Bank Street în Clayton. Cu toate acestea, ambele motive au fost afectate de condiții nenorocite, de la pietriș până la mlaștină, în timp ce Bank Street suferea de nori de fum din fabricile din vecinătate. Prin urmare, în urma salvării clubului de la faliment și redenumire, noul președinte John Henry Davies a decis în 1909 că terenul Bank Street nu era potrivit pentru o echipă care a câștigat recent prima divizie și Cupa FA, așa că a donat fonduri pentru construirea unui nou stadion. Nici unul nu a cheltuit bani în mod frivol, Davies a încercat în jurul Manchesterului pentru un loc potrivit, înainte de a se așeza pe un pământ adiacent Canalului de la Bridgewater, la extremitatea nordică a drumului Warwick din Old Trafford.
Proiectat de arhitectul scoțian Archibald Leitch, care a proiectat mai multe stadii, terenul a fost inițial proiectat cu o capacitate de 100.000 de spectatori și a prezentat scaune în partea de sud a substratului, în timp ce restul trei standuri au rămas ca terase și au fost descoperite. Inclusiv achiziționarea terenului, construcția stadionului a costat inițial 60.000 de lire sterline. Cu toate acestea, pe măsură ce costurile au început să crească, atingerea capacității intenționate ar fi costat un extra 30.000 de lire sterline față de estimarea inițială și, la sugestia secretarului de club J. J. Bentley, capacitatea a fost redusă la aproximativ 80.000 de locuri. Cu toate acestea, într-un moment în care taxele de transfer erau încă în jurul valorii de 1.000 de lire sterline, costul construcției a servit doar pentru a întări epitetul clubului "Moneybags United", cu care fuseseră aglomerate de când Davies a preluat funcția de președinte.
În mai 1908, Archibald Leitch a scris Comitetului pentru linii Cheshire (CLC) - care avea un depozit feroviar adiacent sitului propus pentru terenul de fotbal - în încercarea de ai convinge să subvenționeze construcția tribunei împreună cu linia de cale ferată. Subvenția ar fi ajuns la suma de 10.000 de lire sterline, care va fi plătită înapoi la o sumă de 2.000 de lire sterline pe an timp de cinci ani sau jumătate din încasările de poarta pentru tribunal în fiecare an până când împrumutul a fost rambursat. Cu toate acestea, în ciuda garanțiilor pentru împrumutul provenit din clubul însuși și două fabrici de bere locale, ambele prezidate de președintele clubului John Henry Davies, Comitetul Cheshire Lines a transformat propunerea în jos. CLC intenționase să construiască o nouă stație adiacent noului stadion, cu promisiunea unui tarif anticipat de 2.750 de lire sterline pe an, compensând costul de construire al stației de 9.800 de lire sterline. Stația - Trafford Park - a fost în cele din urmă construită, dar mai departe pe linie decât a fost planificată inițial. CLC a construit mai târziu o stație modestă, cu o platformă construită din lemn imediat adiacent stadionului, iar acest lucru a fost deschis la 21 august 1935. Acesta a fost inițial numit United Football Ground, dar a fost redenumit terenul de fotbal Old Trafford la începutul anului 1936. a servit în zilele de meci numai printr-un serviciu de transfer de trenuri cu aburi de la gara centrală din Manchester. În prezent este cunoscut sub numele de Manchester United Football Ground.
Construcția a fost realizată de domnii Brameld și Smith de la Manchester, iar dezvoltarea a fost finalizată la sfârșitul anului 1909. Stadionul a găzduit jocul inaugural la 19 februarie 1910, cu gazdă a lui United la Liverpool. Cu toate acestea, partea de origine nu a putut oferi fanilor lor o victorie pentru a marca ocazia, deoarece Liverpool a câștigat 4-3. Un jurnalist la joc a raportat stadionul ca fiind "cea mai frumoasă, cea mai spațioasă și cea mai remarcabilă arenă pe care am văzut-o vreodată. Ca un teren de fotbal, este nemaivăzut în lume, este o onoare pentru Manchester și pentru casa a unei echipe care poate face minuni când sunt atât de dispuși ".
Înainte de construirea stadionului Wembley în 1923, finala Cupei FA a fost găzduită de o serie de motive diferite în jurul Angliei, inclusiv Old Trafford. Primul dintre acestea a fost reluarea finală a Cupei FA din 1911 între Bradford City și Newcastle United, după ce cravata originală de la Crystal Palace a terminat ca o remiză fără scor după un timp suplimentar. Bradford a câștigat cu 1-0, golful marcat de Jimmy Speirs, într-un meci urmărit de 58.000 de persoane. Cea de-a doua finală a Cupei FA a fost finala din 1915 între Sheffield United și Chelsea. Sheffield United a câștigat meciul cu 3-0 în fața a aproape 50.000 de spectatori, dintre care majoritatea erau în armată, ceea ce a condus la finala fiind supranumită "Finala Cupei Khaki". La 27 decembrie 1920, Old Trafford a găzduit cea mai mare participare la Pregătirea pentru cel de-al Doilea Război Mondial, deoarece 70 504 de spectatori au vizionat Red Devils pierzând cu 3-1 la Aston Villa. Pământul a găzduit primul său meci internațional de fotbal mai târziu în acel deceniu, când Anglia a pierdut cu scorul 1-0 în Scoția în fața a 49.429 spectatori la 17 aprilie 1926. În mod neobișnuit, prezența la Old Trafford nu este pentru un meci acasă Manchester United. În schimb, la 25 martie 1939, 76,962 de persoane au urmărit o semifinale în Cupa FA între Wolverhampton Wanderers și Grimsby Town.

### Bombardamentele din timpul războiului
În 1936, ca parte a unei renovări cu costuri totale de 35.000 de lire sterline, a fost adăugat, pentru prima dată, un acoperiș de 80 de metri pe stâlpul United Road (acum standul Sir Alex Ferguson), în timp ce acoperișurile au fost adăugate în colțurile sudice 1938. La izbucnirea celui de-al doilea război mondial, Old Trafford a fost rechizitorizat de către armată pentru a fi folosit ca depozit. Fotbalul a continuat să fie jucat pe stadion, însă o bombă germană de la Trafford Park la 22 decembrie 1940 a distrus stadionul, în măsura în care un meci de Crăciun împotriva Stockport County trebuia să fie schimbat la terenul din Stockport. Fotbalul a fost reluat la Old Trafford la 8 martie 1941, dar un alt raid german, la 11 martie 1941, a distrus o mare parte din stadion, în special standul principal (acum Standul de Sud), forțând operațiunile clubului să se mute la Cornbrook Cold Storage, James W. Gibson. După presiunea din partea lui Gibson, Comisia pentru daunele provocate de război a acordat lui Manchester United £4.800 pentru a elimina resturile și £17.478 pentru a reconstrui standurile. În timpul reconstrucției stadionului, Manchester United și-a jucat jocurile "de acasă" la Maine Road, orașul rivalilor lor din orașul Manchester City, la un cost de 5.000 de lire sterline pe an plus un procent din încasările poștale. Clubul a fost în prezent datorii de 15 000 de lire sterline, nu a fost ajutat de închirierea Maine Road, iar deputatul labourist pentru Stoke, Ellis Smith, a cerut Guvernului să majoreze pachetul de compensare al clubului, dar a fost în zadar. Deși Old Trafford a fost redeschis, deși fără acoperire, în 1949, aceasta însemna că un meci de liga nu a fost jucat la stadion timp de aproape 10 ani. Primul meci al lui United înapoi la Old Trafford a fost jucat pe 24 august 1949, când 41.748 spectatori au fost martorii unei victorii cu 3-0 asupra lui Bolton Wanderers.

### Finalizarea planului general
Un acoperiș a fost restaurat la Standul principal până în 1951 și, în scurt timp, au fost acoperite cele trei ramuri rămase, operațiunea culminând cu adăugarea unui acoperiș spre Stretford End (acum Standul de Vest) în 1959. Clubul a investit, de asemenea, 40 000 de lire sterline în instalarea unei iluminări adecvate, astfel încât să poată folosi stadionul pentru jocurile europene care au fost jucate în seara târzie a săptămânii, în loc să se joace la Maine Road. Pentru a evita umbrele obositoare pe teren, au fost tăiate două secțiuni ale acoperișului principal. Primul meci care a fost jucat sub floodlights la Old Trafford a reprezentat un meci din prima diviziune între Manchester United și Bolton Wanderers la 25 martie 1957. Cu toate acestea, deși spectatorii ar fi putut vedea jucătorii noaptea, aceștia totuși au suferit din cauza unei viziuni obstrucționate cauzate de stâlpii care susțineu acoperișurile. Odată cu apropierea rapidă a Cupei Mondiale a FIFA din 1966, aceasta a determinat regizorii americani să reprogrameze complet standul United Road (nord). Stâlpii vechi ai acoperișului au fost înlocuiți în 1965 cu cantilevering în stilul modern de pe acoperiș, permițând fiecărui spectator o vedere complet liberă, în timp ce acesta a fost extins și pentru a ține 20.000 de spectatori (10.000 de scaune și 10.000 în picioare) costul de 350 000 £. Arhitecții noului stand, Mather și Nutter (acum Atherden Fuller), au reorganizat organizarea standului pentru a avea terase în față, o zonă mai mare așezată spre spate și primele cutii private la un teren de fotbal britanic . Stâlpul de est - singurul stand rămas neacoperit - a fost dezvoltat în același stil în 1973. Cu primele două standuri transformate în consolă, proprietarii clubului au elaborat un plan pe termen lung pentru a face același lucru cu celelalte două standuri și pentru a transforma stadionul într-o arenă asemănătoare unui castron. O astfel de angajare ar servi la creșterea atmosferei în pământ prin limitarea zgomotului mulțimii și prin focalizarea pe teren, unde jucătorii ar simți efectele întregi ale unei mulțimi de capacități. Între timp, stadionul a găzduit cea de-a treia finală a Cupei FA, găzduind 62.078 de spectatori pentru reluarea finalei din 1970 dintre Chelsea și Leeds United; Chelsea a câștigat meciul cu 2-1. Pământul a găzduit, de asemenea, cea de-a doua etapă a Cupei Intercontinentale din 1968, care a văzut-o pe Estudiantes de La Plata câștigând ceașcă după o remiză de 1-1. În anii '70 a crescut dramatic huliganismul de fotbal în Marea Britanie și un incident care aruncă cuțit în 1971 a forțat clubul să ridice primul gard perimetral al țării, restricționând fanii de pe terenul Old Trafford.